# Royal Oaks Golf Club
 (avril 2015).
Si vous disposez d'ouvrages ou d'articles de référence ou si vous connaissez des sites web de qualité traitant du thème abordé ici, merci de compléter l'article en donnant les références utiles à sa vérifiabilité et en les liant à la section « Notes et références ».
Le Royal Oaks Golf Club est un club de golf public situé dans la ville de Moncton au Nouveau-Brunswick.